# Anderson Summit
Pour les articles homonymes, voir Anderson.
Anderson Summit est un sommet constituant le point culminant de la chaîne Thiel dans la chaîne Transantarctique à 2 812 m d'altitude, en Antarctique.
Il domine le massif Ford et se situe au sud-est de la crête Walker. Anderson Summit est couvert de neige, sauf pour son sommet qui fait apparaître la roche à nu.
Son nom a été proposé par Peter Bermel (en) et Arthur B. Ford (de), codirecteurs de l'équipe de l'Institut d'études géologiques des États-Unis dans la région de la chaîne Thiel en 1960-1961. Ford a escaladé le sommet en 1961. Il est nommé en l'honneur de Charles A. Anderson, alors géologue en chef de l'Institut d'études géologiques des États-Unis.